# HD 21693 b
HD 21693 b est une exoplanète géante gazeuse ressemblant à Neptune orbitant autour de l'étoile HD 21693, elle a été découverte en 2011.